# 최기훈
최기훈(崔基勳, 1988년 4월 2일 ~ )은 대한민국의 바둑 기사이다.

## 약력
2006년에 입단하였으며, 2011년 4단을 거쳐 2014년 3월 5단으로 승단하였다. 2007년 제3회 원익배 십단전 본선과 제51기 국수전 도전자 결정전에 진출하였다. 2022년에 7단으로 승단했다.